# ヴォックスオール・アンド・アイ
『ヴォックスオール・アンド・アイ』（Vauxhall and I）は、モリッシーが1994年に発表した4作目のスタジオ・アルバム。

## 背景
本作でプロデューサーに起用されたスティーヴ・リリーホワイトは、ザ・スミス時代のシングル曲「アスク」（1986年）でミキシングを担当したことがあり、『サウスポー・グラマー』（1995年）、『マルアジャスティッド』（1997年）といったアルバムも引き続きプロデュースした。本作のレコーディング・セッションでは、スタンダード・ナンバー「ムーン・リヴァー」のカヴァーも録音され、シングル「ホールド・オン・トゥ・ユア・フレンズ」のB面曲として発表された。

## 反響
全英アルバムチャートでは、ソロ・デビュー作『ビバ・ヘイト』（1988年）以来6年ぶりの1位獲得を果たした。本作からの第1弾シングル「ザ・モア・ユー・イグノア・ミー、ザ・クローサー・アイ・ゲット」は全英アルバムチャートで8位に達し、続く「ホールド・オン・トゥ・ユア・フレンズ」は48位に達した。
本作はアメリカでも成功を収め、Billboard 200では18位に達し、自身初の全米トップ20アルバムとなった。また、「ザ・モア・ユー・イグノア・ミー、ザ・クローサー・アイ・ゲット」は、モリッシーのソロ・シングルとしては唯一Billboard Hot 100入りを果たし、最高46位を記録した。

## 評価
Stephen Thomas Erlewineはオールミュージックにおいて5点満点中4.5点を付け「『ユア・アーセナル』ほどガッツのあるロックンロール・レコードではないが、同じぐらい感動的である。入念に構築されたギター・ポップの宝石に満たされており、ザ・スミス解散後としては特に優れた曲が幾つか含まれている」と評している。『クラシック・ポップ』誌の2022年の企画「The complete guide to Morrissey」では、モリッシーのソロ・アルバムのうち「必携のアルバム」3作の一つとして挙げられた。

## 収録曲
特記なき楽曲はモリッシーとアラン・ホワイトの共作。
1. ナウ・マイ・ハート・イズ・フル "Now My Heart Is Full" (Morrissey, Boz Boorer) – 4:58
2. スプリング・ヒールド・ジム "Spring-Heeled Jim" (Morrissey, B. Boorer) – 3:47
3. ビリー・バッド "Billy Budd" – 2:09
4. ホールド・オン・トゥ・ユア・フレンズ "Hold On to Your Friends" – 4:02
5. ザ・モア・ユー・イグノア・ミー、ザ・クローサー・アイ・ゲット "The More You Ignore Me, the Closer I Get" (Morrissey, B. Boorer) – 3:44
6. ホワイ・ドント・ユー・ファインド・アウト・フォー・ユアセルフ "Why Don't You Find Out for Yourself" – 3:20
7. アイ・アム・ヘイテッド・フォー・ラヴィング "I Am Hated for Loving" – 3:41
8. ライフガード・スリーピング、ガール・ドラウニング "Lifeguard Sleeping, Girl Drowning" (Morrissey, B. Boorer) – 3:42
9. ユースト・トゥ・ビー・ア・スウィート・ボーイ "Used to Be a Sweet Boy" – 2:49
10. ザ・レイジー・サンベイザーズ "The Lazy Sunbathers" – 3:08
11. スピードウェイ "Speedway" – 4:29

### 2014年再発盤ボーナス・ディスク
全曲とも1995年2月26日のドルリー・レーン王立劇場公演におけるライブ音源だが、当日のセットリストのうち「スピードウェイ」と「ショップリフターズ」は外された。
1. ビリー・バッド "Billy Budd"
2. ハヴ・ア・ゴー・マーチャント "Have-A-Go-Merchant"
3. スプリング・ヒールド・ジム "Spring-Heeled Jim" (Morrissey, B. Boorer)
4. ロンドン "London" (Morrissey, Johnny Marr)
5. ユーアー・ザ・ワン・フォー・ミー、ファティ "You're the One for Me, Fatty"
6. ボクサーズ "Boxers"
7. ジャック・ザ・リッパー "Jack the Ripper" (Morrissey, B. Boorer)
8. ウィル・レット・ユー・ノウ "We'll Let You Know"
9. ホワットエヴァー・ハプンズ、アイ・ラヴ・ユー "Whatever Happens I Love You"
10. ホワイ・ドント・ユー・ファインド・アウト・フォー・ユアセルフ "Why Don't You Find Out for Yourself"
11. ザ・モア・ユー・イグノア・ミー、ザ・クローサー・アイ・ゲット "The More You Ignore Me, The Closer I Get" (Morrissey, B. Boorer)
12. ナショナル・フロント・ディスコ "National Front Disco"
13. ムーン・リヴァー "Moon River" (Johnny Mercer, Henry Mancini)
14. ナウ・マイ・ハート・イズ・フル "Now My Heart Is Full" (Morrissey, B. Boorer)

## 参加ミュージシャン
- モリッシー - ボーカル
- アラン・ホワイト - ギター、バッキング・ボーカル
- ボズ・ブーラー - ギター
- ジョニー・ブリッジウッド - ベース
- ウディ・テイラー - ドラムス